# 後藤萌咲
後藤 萌咲（ごとう もえ、2001年〈平成13年〉5月20日 - ）は、日本のタレント、ファッションモデル、歌手、女優であり、『JELLY』のレギュラーモデル。女性アイドルグループ・AKB48の元メンバーである。
愛知県名古屋市出身。mewgull所属。愛称は「もえきゅん」。

## 略歴
小学6年だった2013年9月22日、『AKB48グループ ドラフト会議』候補者オーディションで最終審査合格者29名の中の一人に選ばれ、同年11月10日、グランドプリンスホテル新高輪で行われた『第1回AKB48グループ ドラフト会議』において、当時AKB48チームKキャプテンだった大島優子が1巡目で後藤との交渉権を獲得。翌2014年1月25日、『AKB48 リクエストアワー セットリストベスト100 2014』（於：TOKYO DOME CITY HALL）の3日目公演においてチームKへの加入を報告し、同2月20日の劇場公演で、同じくチームKに指名された下口ひななと共に「狼とプライド」を歌唱。これがAKB48メンバーとしての公式な劇場デビューとなった。
2014年2月24日、Zepp DiverCity TOKYOで行われた『AKB48グループ大組閣祭り〜時代は変わる、だけど、僕らは前しか向かねえ!〜』で発表された「大組閣」により、同年に卒業する大島優子からキャプテンを引き継いだ横山由依率いるチームKに配属。その後2015年3月26日『AKB48 春の単独コンサート〜ジキソー未だ修行中!〜』（於：さいたまスーパーアリーナ）で発表された「春の人事異動」により、木﨑ゆりあ率いるチームBに異動した。この年には同じチームBに所属していた坂口渚沙、福岡聖菜らと共に派生ユニット「虫かご」としても活動した。
2017年6月17日に発表された『AKB48 49thシングル 選抜総選挙』では76位となり、アップカミングガールズに選出された。
同年12月8日、AKB48劇場12周年記念特別公演で発表された組閣により、岡部麟がキャプテンを務めるチームAに異動する。
2018年6月16日に発表された『AKB48 53rdシングル 世界選抜総選挙』では65位にランクイン。2年連続のアップカミングガールズ選出となり、「ひと夏の出来事」（『センチメンタルトレイン』所収）のセンターを獲得した。この年には韓国のオーディション番組『PRODUCE 48』に出場したが、8月24日放送の第3回順位発表で24位となり落選。
2019年に入ると、ファッション雑誌『JELLY』のレギュラーモデルとなり、同年5月号から登場。創刊時から長らく活躍した山本優希と、芸能界引退を表明した佐藤ミケーラ（元アイドリング!!!メンバー）から引き継ぐ形となった。そして18歳になった翌日の5月21日にAKB48からの卒業を発表し、同年8月13日をもってAKB48としての活動を終了した。同年11月11日、TWIN PLANET所属となったことをSHOWROOMで発表。
2020年1月31日、スターミュージック・エンタテインメントのMusic Starレーベルより、自身初のソロ楽曲「サファイアブルー」を配信リリースし、歌手としてソロデビューした。
2023年2月にサブスクリプション型音楽ストリーミングサービス「AWA」よりネット発アーティストのキュレーターとして選任され、ネットシーンやオンライン空間「AWAラウンジ」での活動を開始する。同年7月31日、TWIN PLANETを退所したことを発表。
2025年3月1日、mewgullに所属したことを発表。

## 人物
- 2022年現在の身長は171cm。『AKB48グループ ドラフト会議』出場時は153cm[3][動画 3]で、AKB48卒業前は169cm[23]に伸びていた。
- 好きな色はピンク、水色[13]。
- 2歳頃から小学校5年生までの約10年間、学習塾のKUMONに通っていた[24]。

### AKB48
- キャッチフレーズは「あなたのハートに火を付けちゃうぞ、萌え〜っ!」[動画 3]。2015年12月26日からは「みーんなのベストスマイル賞は？（もえきゅん！）」。
- ドラフト会議で同じチームKに指名された下口ひななと同い年で、下口とのコンビは「ナマイキッズ」と呼ばれていた[5]。
- 小学2年の時、松田聖子のコンサートを観てアイドルを夢見るようになる[動画 2]。松井玲奈を憧れとしており[動画 3]、松井が所属していたSKE48の6期生オーディションで2次審査まで進むも落選している。[要出典]

## 受賞歴
| 年月日         | 賞                  | 結果   | 出典   |
| -------------- | ------------------- | ------ | ------ |
| 2020年12月18日 | SHOWROOM AWARD 2020 | 優秀賞 | [ 25 ] |

## AKB48での参加曲

### シングル収録楽曲
- 「ラブラドール・レトリバー」に収録
  - 愛しきライバル - 「Team K」名義
- 「希望的リフレイン」に収録
  - 今、Happy - 「ばら組」名義
  - 初めてのドライブ - 「Team K」名義
- 「唇にBe My Baby」に収録
  - 金の羽根を持つ人よ - 「Team B」名義
  - さっきまではアイスティー - 「虫かご」名義
- 「君はメロディー」に収録
  - LALALAメッセージ - 「AKB48次世代選抜」名義
- 「翼はいらない」に収録
  - 恋をすると馬鹿を見る - 「Team B」名義
- 「ハイテンション」に収録
  - 抑えきれない衝動 - 「ウェイティングサークル」名義
- 「シュートサイン」に収録
  - アクシデント中 - 「AKB48 U-19選抜」名義
- 「願いごとの持ち腐れ」に収録
  - 点滅フェロモン
- 「#好きなんだ」に収録
  - 月の仮面 - 「アップカミングガールズ」名義
- 「11月のアンクレット」に収録
  - 法定速度と優越感 - 「U-17選抜」名義
- 「ジャーバージャ」に収録
  - Position - 「AKB48若手選抜」名義
- 「Teacher Teacher」に収録
  - ロマンティック準備中 - 「TeamA」名義
- 「センチメンタルトレイン」に収録
  - ひと夏の出来事 - 「アップカミングガールズ」名義
- 「NO WAY MAN」に収録
  - わかりやすくてごめん - 「PRODUCE 48選抜」名義

### アルバム選抜楽曲
『ここがロドスだ、ここで跳べ!』に収録
- Conveyor - 「横山Team K」名義
- Birth

『0と1の間』に収録
- ミュージックジャンキー - 「Team B」名義

### 劇場公演ユニット曲
チームKウェイティング公演Ⅱ「最終ベルが鳴る」
- 狼とプライド

横山チームK「RESET」公演
- 逆転王子様

春風亭小朝「イヴはアダムの肋骨」公演
- 大声ダイヤモンド（アカペラ・ボイスパーカッションver.）

木﨑チームB「ただいま恋愛中」公演
- 7時12分の初恋
- 春が来るまで
- Faint

外山大輔「ミネルヴァよ、風を起こせ」公演
- 記憶のジレンマ
- 夢でKiss me !

井上ヨシマサ「神曲縛り」公演
- 孤独な星空

あおきー「世界は夢に満ちている」公演
- 汚れている真実
- 明日のためにキスを（2nd UNIT）

岡部チームA「目撃者」公演
- 愛しさのアクセル

## 作品
| # | タイトル         | 配信開始日     | 作詞者     | 作曲者   | 音源                             |
| - | ---------------- | -------------- | ---------- | -------- | -------------------------------- |
| 1 | サファイアブルー | 2020年1月31日  | うじたまい | HIDE     | サファイアブルー - YouTube Music |
| 2 | TOKYO WONDER     | 2020年12月21日 | 大知正紘   | 大知正紘 | TOKYO WONDER - YouTube Music     |

## 出演

### テレビ番組
- PRODUCE 48（2018年6月15日 - 8月24日、Mnet / BSスカパー!）[12]

### ラジオ番組
- クリエイターズ・スタジオ with ボカコレ（2021年4月 - 、JFN系列） - 火曜日パーソナリティ[28]

### テレビドラマ
- 東京ヌードル（2024年7月14日 - 、BSフジ） - 鈴木真紀子 役[29]

### 映画
- MIRRORLIAR FILMS Season6『TAO』（2024年12月13日）[30]

### 舞台
- マジすか学園 〜Lost In The SuperMarket〜（2016年7月25日 - 8月5日、赤坂ACTシアター） - オジュケン 役[31]
- リーディングシアター「恋工場」（2016年9月22日、ベルサール渋谷ガーデン Cホール）[32]
- パン・プランニング 気まずい! 心が痛くなるスケッチ集〜2019（2019年6月15日 - 23日、築地本願寺ブディストホール）[33][34]
- 愛害〜12人の本性〜（2019年11月8日 - 10日、恵比寿・エコー劇場）[35]
- 爆走おとな小学生
  - 第十回課外授業「Office〜9no1〜」（2020年2月27日 - 3月8日、CBGKシブゲキ!!） - 九乃市千郷 役[36][37]
  - 第十一回課外授業「春の陽だまりの如し」（2020年9月25日 - 27日、シアター1010） - お梅 役[38]
  - 第十七回全校集会「戦国送球〜バトルガールズ〜」（2022年5月25日 - 29日、こくみん共済coopホール／スペース・ゼロ） - 直江雪 役[39][40]
- ワタシタチノキョリ（2021年6月3日 - 6日、新宿村LIVE） - 主演・石村イクミ 役[41][注 3]
- 少年社中 第38回公演「DROP」（2021年9月2日 - 12日、紀伊國屋ホール） - Dead Girl（死人） 役〈Team Humpty〉[43][注 4]
- STRAYDOG Produce「幸せになるために」（2021年11月20日・21日、道頓堀ZAZA HOUSE / 24日 - 28日、シアターグリーン BOX in BOX THEATER） - 福山泉子 役[45][46]
- 春征くキネマ、桜舞う（2021年12月17日 - 19日、シアターグリーン BIG TREE THEATER）[47]
- メイホリックシアター07「マジでトキメけ☆少女たち！！ ～全国高校生エネルギッシュ選手権大会～」（2022年2月16日 - 20日、CBGKシブゲキ!!） - 天翔天才 役[48]
- 海街diary（2022年3月30日 - 4月3日、シアターサンモール / 4月9日・10日、ABCホール） - 香田千佳 役[49][50]
- Lilac -sideWitch-（2022年8月3日 - 5日、萬劇場） - ライラ 役[51][注 5]
- アヴニール公演 ミュージカル「塔の外のランウェイダンス」（2022年8月7日、日暮里サニーホール） - 宮沢明日香 役[52][53]
- ドラマチックハイスクール（2022年10月7日 - 16日、品川プリンスホテル クラブeX） - 鹿目詩織 役[54]
- アリスインプロジェクト「アリスインデッドリースクール 永劫」（2022年11月23日 - 27日、新宿村LIVE） - 主演・百村信子 役[注 6][56]
- 五反田タイガー 12th Stage featuring コモンシェア株式会社「Tokyo Community Life 〜Reborn〜 」（2023年2月22日 - 26日、六行会ホール） - 澤原くるみ 役[57]
- 劇団TEAM-ODAC 第42回本公演「舞台・破天荒フェニックス〜2023」（2023年12月6日 - 12日、こくみん共済 coop ホール／スペース・ゼロ）[58]
- 劇団バルスキッチン第31回公演「浅草プロローグ」（2024年1月24日 - 28日、バルスタジオ） - 主演・内藤春 役[59]
- 東京War:DS
  - -狂震の渋谷編-（2023年4月19日 - 23日、新宿村LIVE）- エイト 役[60]
  - -黒と白のTRIGGER-（2024年5月15日 - 19日、六行会ホール）- エイト 役[61]
- アメツチ「ジャック・モーメント」（2024年6月5日 - 9日、六行会ホール） - ベティ・マスタング 役[62]
- 劇団皇帝ケチャップ 第19回本公演「拘ったところでたかが文字」（2025年4月16日 - 20日、新宿シアタートップス）[63]

### 広報
- ソニーモバイルコミュニケーションズ・電通・クロスリング 「Xperiaアンバサダープロジェクト」（2020年3月31日 - ）[64]

### 広告モデル
- O.C.S.D. 名古屋経済大学市邨中学校 新制服モデル（2017年1月11日 - ）[65]
- TWIN PLANET 「3891 (ミエナイ)」（2021年6月 - ） - モデル[66]

### イベント
- 第34回 マイナビ 東京ガールズコレクション 2022 SPRING / SUMMER（2022年3⽉21⽇、国⽴代々⽊競技場第⼀体育館）[67]